# Tempio di Baalshamin
Il tempio di Baalshamin era un antico tempio ubicato a Palmira, in Siria e dedicato alla divinità cananea Baalshamin. Le fasi più antiche della sua storia risalgono al II secolo a.C., ma esso venne ricostruito nel II secolo d.C.: l'altare di fronte alla struttura risale al 115 e il tempio venne consacrato nel 130-131. Con l'avvento del cristianesimo, nel V secolo, il tempio venne trasformato in una chiesa. Riscoperto da archeologi svizzeri nel 1954-56, il tempio era una delle strutture antiche più complete conservatesi a Palmira. Nel 1980 il sito archeologico venne dichiarato patrimonio dell'umanità dall'UNESCO. Nell'agosto 2015, dopo la presa di Palmira avvenuta in maggio nell'ambito della guerra civile siriana, il tempio venne distrutto dai miliziani dello Stato Islamico.

## Architettura

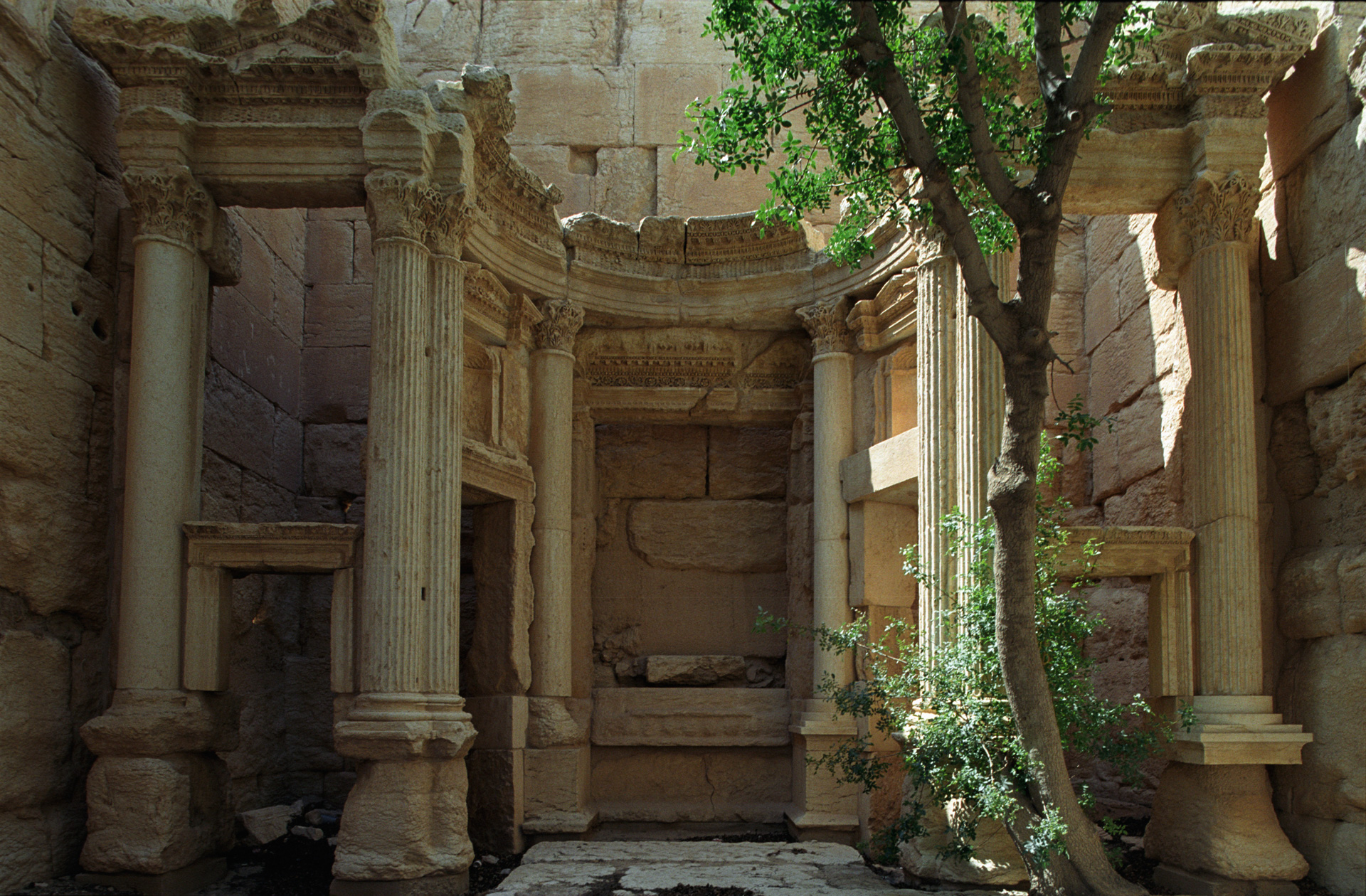
L'interno del tempio

In origine il tempio era parte di un ampio complesso formato da tre cortili. Esso rappresentava una fusione dello stile architettonico orientale con quello romano: le proporzioni e i capitelli erano romani, mentre gli elementi che sovrastavano l'architrave e le finestre laterali appartenevano alla tradizione orientale, e in particolare siriana. Le forme molto stilizzate delle foglie d'acanto dei capitelli corinzi erano testimoni di un'influenza egiziana. Il tempio aveva un pronao a sei colonne con tracce di mensole attraverso il quale si accedeva alla cella. Le pareti laterali esterne erano decorate con paraste.
Un'iscrizione in greco e in palmireno sul supporto di un busto del benefattore del tempio, Male Agrippa, attestava che l'edificio era stato costruito nel 131 d.C. L'iscrizione ricordava anche la visita dell'imperatore romano Adriano a Palmira intorno al 129 e recitava: «Il senato e il popolo hanno eretto questa statua a Male Agrippa, figlio di Tarhai, figlio di Lshamsh Raai, il quale, essendo segretario per la seconda volta quando venne qui il nostro signore divino Adriano, diede olio ai cittadini, alle truppe e agli stranieri che venivano con lui, prendendosi cura in ogni cosa del loro accampamento. E costruì il tempio, il vestibolo e l'intera decorazione, a sue spese, a Baal Shamin e Durahlun». L'iscrizione è dedicata dal senato di Palmira in onore di Male Agrippa per aver costruito il tempio, consacrato al dio semitico del cielo, per commemorare la visita di Adriano.

## Danneggiamento e distruzione
Parti del tempio vennero danneggiate in qualche misura da alcuni bombardamenti nel 2013, durante la guerra civile siriana. Inoltre, l'angolo sudorientale del muro del tempio venne danneggiato dagli sciacalli, che aprirono due fori in cerca di reperti da rubare.
Il 23 agosto 2015, le milizie dello Stato Islamico piazzarono una grande quantità di esplosivo all'interno della struttura, facendolo poi detonare e distruggendo così il tempio. La distruzione del tempio venne annunciata dal responsabile della sovrintendenza generale siriana delle antichità e dei musei Maamoun Abdulkarim.  Fotografie della preparazione degli esplosivi, dell'esplosione e dei resti del tempio comparirono sui social media. La distruzione del tempio fu confermata in modo indipendente dal satellite francese Pléiades, che fotografò le macerie alcuni giorni dopo l'esplosione.
In base a quanto venne riferito, l'IS aveva sostenuto di non avere intenzione di demolire il patrimonio dell'umanità di Palmira, ma che avrebbe distrutto qualunque monumento considerato politeistico. L'UNESCO descrisse la distruzione volontaria del tempio come un «crimine di guerra».

## Note

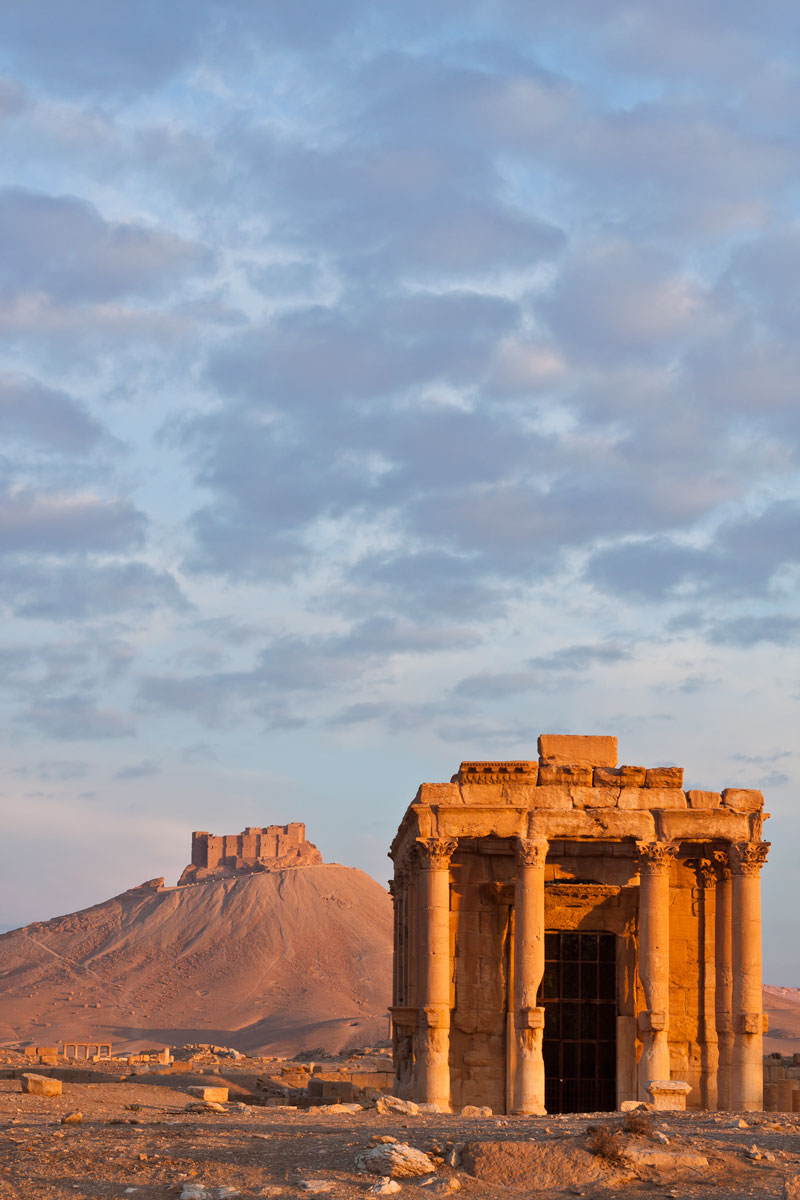
Il tempio di Baalshamin. Sullo sfondo, il Qasr Ibn Maʿan.